# Masse-Feder-System (Bahntechnik)

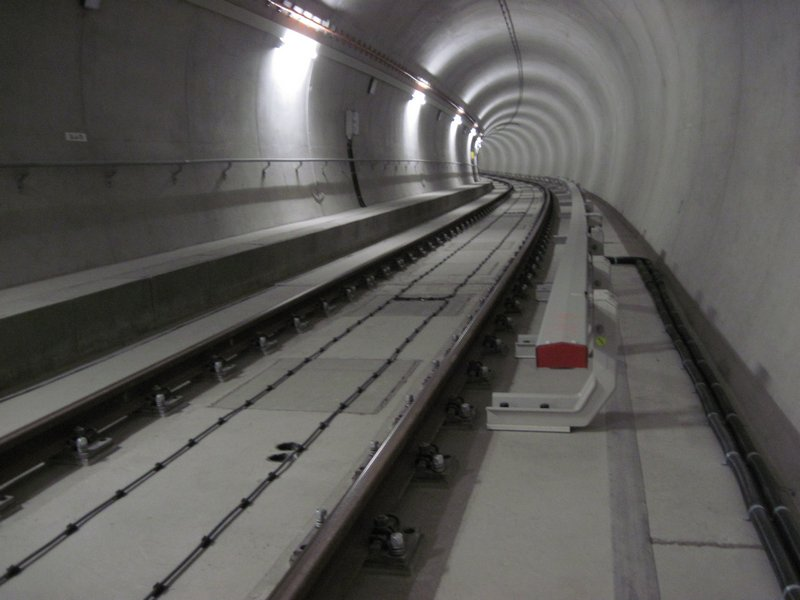
Fertiggestelltes Gleis auf einem Masse-Feder-System (U-Bahn-Linie 3 in Nürnberg)

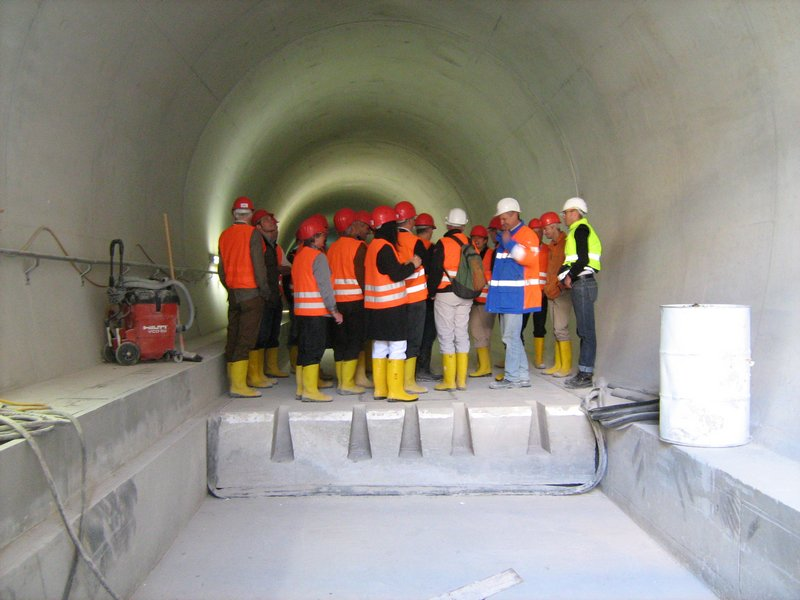
Aufbau des Masse-Feder-Systems im Bauzustand (U-Bahn-Linie 3 in Nürnberg)

Masse-Feder-System ist eine Oberbauausführung bei Schienenbahnen, mit der die Übertragung von Erschütterungen, die von Eisenbahnfahrzeugen ausgehen (Körperschall), verringert wird.
Es wird bevorzugt bei Eisenbahntunneln in bebauten Gebieten angewendet.

## Bauweise
Elastische Elemente werden zwischen der Oberbaukonstruktion (Gleise und Platte fester Fahrbahn bzw. Schottertrog mit zwischengeschaltetem Schotter) und dem Tunnelbauwerk (Tunnelsohle) eingebracht. Die elastischen Elemente bewirken eine teilweise schwingungstechnische Entkopplung zwischen dem Oberbau und dem  Untergrund.
Als Federsysteme können sowohl Schraubenfedern als auch Elastomerblöcke oder Elastomerstreifen verwendet werden.

## Wirkungsweise
Physikalisch gesehen bewirkt die große träge Masse des Fahrbahntroges (Schottertrog oder feste Fahrbahn) im Zusammenspiel mit den elastischen Elementen (Feder) eine Schwingungsisolierung. Dies ist der Grund für die Namensgebung Masse-Feder-System. Entscheidend für die Wirksamkeit ist die genaue Abstimmung zwischen Masse und Steifigkeit des Fahrbahntroges einerseits und der Federdynamik der elastischen Elemente andererseits. Die Wirkungsweise dieses Systems wird daher auch als Massenkraftkompensation bezeichnet.

## Geschichte
Soweit bekannt, erfolgte der erstmalige Einsatz am Praterstern in Wien (Patent von Dipl.-Ing. Dr. techn. Otto Gruber, Wien, 1957). Im Laufe der Zeit wurden verschiedene Varianten solcher Systeme entwickelt, um die Übertragung von Schwingungen auf die Umgebung zu minimieren. Im Erschütterungsschutz bei unterirdischen Verkehrsanlagen stellen Masse-Feder-Systeme seit den 1970er Jahren bei leichten U- und S-Bahnen und seit den 1980er Jahren für die Vollbahnen anerkannte Regeln der Technik dar. Anwendungen auf offenen Strecken sind bisher die Ausnahme.

## Beispielhafte Einbauorte

### Deutschland
- City-Tunnel Leipzig 2009 (Sachsen)
- Tunnel Nord-Süd-Fernbahn Berlin 2006
- S-Bahn-Tunnel Dortmund-Lütgendortmund (Nordrhein-Westfalen)
- Stadtbahn Köln (Neubautunnel 2004, aber auch Sanierung oberirdischer Stadtbahnstrecken) (Nordrhein-Westfalen)
- S-Bahn-Tunnel München-Unterföhring (Bayern)
- Hasenbergtunnel Verbindungsbahn Stuttgart (Baden-Württemberg)
- Stadtbahn Heidelberg-Kirchheim, Weichenlagerung im Ortskern von Kirchheim (Baden-Württemberg)
- Katzenbergtunnel Rheintalbahn (Baden-Württemberg)
- Kaiser-Wilhelm-Tunnel, neue Röhre, in einem Teilabschnitt bei Cochem (Rheinland-Pfalz)

- Bochum-Langendreer, Straßenbahn-Linien 302, 310, Kreuzungsbereich Haupt-/Ober-/Unterstraße, Inbetriebnahme voraussichtlich 2017 (Nordrhein-Westfalen)
- Berlin U-Bahn-Linie 5 Lückenschluss zwischen Brandenburger Tor und Alexanderplatz, Einbau 2018/2019
- Garching bei München, U-Bahn Linie 6 zwischen Garching Forschungszentrum und Garching Hochbrück, erbaut 2006, um Interferenzen bei wissenschaftlichen Experimenten am Forschungsstandort zu vermeiden
- Straßenbahn Zwickau, Gleisverschlingung Gewandhausstraße, erbaut 1999, um Theaterstücke im angrenzenden Gewandhaus und Sitzungen im Rathaus nicht zu stören, da die erforderliche Durchfahrtsbreite nicht gegeben ist

### Österreich
- Zammer Tunnel bei Landeck (Tirol, Österreich)
- Straßenbahn Gmunden, Teilstück

### Schweiz
- Straßenbahngleise über dem Shopville am Bahnhofsplatz Zürich (Kanton Zürich, Schweiz)
- Tram Basel, im Bereich Stadtcasino (Kanton Basel-Stadt, Schweiz)
- Durchmesserlinie Zürich, Weinbergtunnel, in den Bereichen Radiostudio Zürich und Universitätsspital Zürich/ETH Zürich (Kanton Zürich, Schweiz)[1]
- Tramgleise in der Stadt Bern, schrittweise Einführung seit der Jahrtausendwende